# کوه اومورگا
کوه اومورگا (به ترکی استانبولی: Mount Omurga) یک کوه در ترکیه است که در Çıralı, Antalya Province, Turkey واقع شده‌است.